# Supreme Commander
Supreme Commander es un videojuego de estrategia en tiempo real diseñado por Chris Taylor y desarrollado por su compañía, Gas Powered Games. El videojuego es considerado como un sucesor espiritual del videojuego Total Annihilation hecho por Taylor en 1997. Anunciado por primera vez en la edición de agosto de 2005 de la revista PC Gamer, el videojuego se lanzó el 16 de febrero de 2007 en Europa y el 20 de febrero de 2007 en América del Norte. Una expansión independiente, Supreme Commander: Forged Alliance, se lanzó el 6 de noviembre del mismo año. También se lanzó una secuela, titulada Supreme Commander 2.
El videojuego está enfocado en usar un mecha bípedo gigante llamado Armored Command Unit (ACU) para construir una base, luego actualizar unidades para alcanzar niveles tecnológicos más altos y conquistar oponentes. El jugador puede dirigir una de las tres facciones: Aeon Illuminate, Cybran Nation o United Earth Federation. Supreme Commander fue muy esperado en los avances previos al lanzamiento, y fue bien recibido por los críticos, con un promedio en Metacritic de 86 sobre 100.

## Trama
El escenario donde se desarrolla Supreme Commander es en un futuro en el que la humanidad puede viajar rápidamente a través de la galaxia utilizando una puerta de entrada cuántica o stargate, que es un portal abierto en el espacio que conduce a una ubicación designada a años luz de distancia. Todas las colonias creadas por la humanidad que viajaba cuánticamente estaban gobernadas por el Earth Empire, hasta que los eventos que crearon la Cybran Nation y los Aeon Illuminate causaron la caída del imperio, para dar paso a la Guerra Infinita entre estas facciones.

### Facciones
El universo de Supreme Commander presenta tres facciones ficticias. Cada uno se representa como poseedor de gran celo e ideas diferentes sobre el futuro de la humanidad como un todo.
- La United Earth Federation (UEF) es la facción que representa los intereses de un gobierno unido y basado en la Tierra. La UEF se desarrolló a partir de los restos del Earth Empire, y ahora busca reunir a la humanidad y restaurar el control de la Tierra sobre la galaxia.[5] Su sociedad y tácticas militares se parecen más a la sociedad actual que los Cybrans o Aeon. Su aceptación de una variante de la esclavitud y la ideología de la unidad forzada le da un lado más oscuro a la facción.[6] Las unidades de la UEF son de color azulado, y de forma algo cuadrangular, lo que refleja el impulso primario de la UEF para mantener la paz y el orden en toda la galaxia, y hacer que toda la humanidad vuelva a estar bajo un solo gobierno. Sus tácticas se basan principalmente en ataques de gran alcance y de gran impacto, con velocidad y sigilo a menudo descuidados a favor de ataques de artillería y grandes fuerzas blindadas.
- La Cybran Nation (originalmente llamados Recyclers)[7] está compuesta de simbiontes, humanos que han sido mejorados con tecnología implantable, que han entrado en una forma de mutualismo con una IA (además de varios otros aumentos). Luchan por la liberación de sus compañeros simbiontes en toda la galaxia.[8] La Cybran Nation está dirigida por el brillante pero excéntrico Dr. Brackman, patriarca y diseñador principal de la tecnología cibernética de Cybrans.[9] Las unidades de Cybran son rojas y tienden a ser muy angulosas y dentadas, lo que refleja el pasado de los Cybran de ser perseguidos y atacados, y evolucionando a un estilo furtivo, de atropello y fuga. Un comandante Cybran generalmente ingresa a un área rápidamente y sale más rápido. Sus fuerzas a menudo priorizan la velocidad, el sigilo y las habilidades especiales sobre la armadura, lo que puede hacer que las trampas sean mortales para ellos.
- Los Aeon Illuminate tienen sus raíces de la Era Dorada de la expansión del antiguo Earth Empire. Los descendientes de los primeros humanos en encontrar vida alienígena inteligente, una sociedad pacífica, pero altamente avanzada, conocida como los serafines, que primero introdujeron a los colonos a su filosofía, conocida como "El Camino". Debido a la escalada de la paranoia y la xenofobia en el Old Earth Empire, pronto estalló el conflicto, lo que resultó en la aparente extinción de los Serafines. Los colonos del planeta alienígena, que dicen ser "discípulos" de los serafines, pronto fundaron una civilización supuestamente basada en sus enseñanzas.[10] En un giro de ironía, el Aeon Illuminate pronto comenzó un celoso asalto a la galaxia, con la intención de "purgar" a todos aquellos que no compartían sus creencias.[11] Las unidades Aeon son verdes, estéticas y de apariencia fluida, lo que refleja su creencia en "El Camino", trayendo paz y tranquilidad a toda la galaxia. Sus fuerzas son altamente especializadas y, a menudo, pueden atravesar cualquier terreno, ya que la mayoría de las unidades Aeon usan tecnología de vuelo libre, lo que permite ataques poderosos cuando y donde se necesiten.

### Historia
Al comienzo de la campaña para un jugador, la Guerra Infinita entre las tres facciones se ha desarrollado durante más de un milenio. Cada facción tiene sus propios problemas; la UEF se reduce demasiado, los Cybrans son superados en número y armas, y el comandante en jefe de Aeon (llamado el Avatar de la Guerra) está despertando inquietud entre los Illuminate.
La campaña se centra en el último recurso de la UEF, un destructor de planetas llamado Black Sun. Con eso, pretenden destruir los mundos natales de las facciones que se les oponen. Los Cybrans planean usarlo para destruir la red de puertas cuánticas y liberar a sus hermanos esclavizados, mientras que Aeon busca usarlo para transmitir un mensaje de paz a todas las personas. El jugador decide en qué facción jugar y qué rumbo tomará.
La victoria en la campaña de la UEF da como resultado que el Black Sun destruya los planetas críticos tanto del Aeon como de los Cybrans, llevando a la galaxia a una nueva era de superioridad humana y poniendo fin a la guerra. En la campaña de Cybran, QAI, una IA enormemente inteligente y poderosa, la usa para propagar el virus cuántico y liberar a todos los simbiontes bajo el control de la UEF. Este virus en sí desactiva todas las puertas cuánticas de la galaxia, deteniendo el viaje superlumínico durante cinco años, permitiendo así que la Cybran Nation florezca sin ser atacada por los demás. Finalmente, la campaña Aeon ve a la princesa Rhianne (líder del Aeon) convertirse en parte de la red de puertas cuánticas. Esto permite a la Princesa hablar a la mente de cada ser humano e instar a los tres bandos a que depongan las armas. Las tres facciones hacen las paces entre ellas después de este mensaje.
Al finalizar el juego, cada facción tiene una cinemática final diferente, haciendo alusión a un nuevo enemigo para la expansión. El final de Cybran muestra llamadas QAI en enemigos no identificados, siguiendo al horror del Dr. Brackman, diciendo "Ellos vienen". El final de Aeon simplemente representa a la princesa Rhianne abriendo los ojos en estado de shock y diciendo "... ¡no!" Finalmente, el final de la UEF muestra una gran grieta abriéndose cerca de la Tierra, y muchas señales de radar no identificadas aparecen cerca de la ubicación del Black Sun en la Tierra. Los tres finales son consistentes con la llegada de los serafines de la secuela.

## Jugabilidad
Supreme Commander, al igual que su predecesor espiritual, comienza con el jugador que posee una única unidad de construcción insustituible llamada "Unidad de Comando Blindado" o ACU (por sus siglas en inglés), el Comandante Supremo titular. Normalmente, la pérdida de esta unidad resulta en una derrota (las misiones de escaramuza se pueden establecer para una variedad de condiciones de victoria). Estos trajes mecha están diseñados para ser transportados a través de pasarelas cuánticas a través de la galaxia y contienen todos los materiales y planos necesarios para crear un moderno ejército del siglo 37 a partir de los recursos nativos de un planeta en cuestión de horas. Todas las unidades estándar, excepto los Comandantes y Comandantes de Soporte convocados (sACU) son robots autosuficientes.
Todas las unidades y estructuras pertenecen a uno de los cuatro niveles de tecnología, o niveles "Tech", cada nivel es más fuerte y/o más eficiente que el anterior. Ciertas estructuras de nivel inferior se pueden actualizar a otras más altas sin tener que reconstruirlas. El primer nivel está disponible al inicio del juego y consiste en unidades y estructuras pequeñas y relativamente débiles. El segundo nivel amplía enormemente las habilidades del jugador, especialmente en términos de armas estacionarias y blindaje, e introduce versiones mejoradas de unidades de primer nivel. El tercer nivel tiene unidades de asalto muy poderosas diseñadas para superar las fortificaciones del jugador más atrincherado. El cuarto nivel es un rango limitado de tecnología "experimental". Suelen ser unidades masivas que requieren mucho tiempo y energía para producir, pero proporcionan una ventaja táctica significativa.
Supreme Commander presenta varios tipos de IA. Los modos típicos "fácil" y "normal" están presentes, pero el nivel de dificultad "difícil" tiene cuatro variantes posibles. La IA especializada en hordas atacará al jugador con hordas de unidades de nivel inferior, la IA especializada en desarrollo de tecnologías actualizará sus unidades lo más rápido posible y atacará al jugador con unidades avanzadas, la IA Equilibrada intentará encontrar un equilibrio entre las dos, y la IA Suprema decidirá cuál de ellas las tres estrategias son las mejores para el mapa.
La campaña para un jugador consiste en dieciocho misiones, seis para cada facción. El jugador es un comandante inexperto que desempeña un papel clave en la campaña de su facción para poner fin a la "guerra infinita". A pesar del bajo número de misiones de campaña, cada misión puede durar horas. Al comienzo de una misión, los objetivos se asignan para que el jugador los complete. Una vez que el jugador los cumple, el mapa se expande, a veces duplicando o triplicando su tamaño, y se asignan nuevos objetivos. Como la misión se divide comúnmente en tres segmentos, el jugador a menudo tendrá que superar varias posiciones enemigas para lograr la victoria.

### Administración de recursos
Debido a que los humanos han descubierto la tecnología de replicación, haciendo un uso avanzado de prototipos rápidos y nanotecnología, solo se requieren dos tipos de recursos para desarrollar la guerra: Energía y Masa. La energía se obtiene mediante la construcción de generadores de energía en cualquier superficie sólida, mientras que la masa se obtiene colocando extractores de masa en puntos de depósito de masa limitados o construyendo fábricas de masa para convertir la energía en masa. Las unidades constructoras pueden reunir energía "recuperándola" de desechos orgánicos como árboles y masa de rocas y unidades naufragadas. Cada jugador tiene una cierta cantidad de almacenamiento de recursos, que puede ampliarse mediante la construcción de estructuras de almacenamiento. Esto le da al jugador reservas en tiempos de escasez o le permite acumular recursos. Si la generación de recursos excede la capacidad del jugador, el material se desperdicia.
Un sistema de adyacencia permite que ciertas estructuras se beneficien de ser construidas directamente adyacentes a otras. Las estructuras que consumen energía usarán menos energía cuando se construyan junto a los generadores de energía y los generadores de energía producirán más energía cuando se construyan junto a las estructuras de almacenamiento de energía. Lo mismo aplica a sus equivalentes productores de masa. Del mismo modo, las fábricas consumirán menos energía y masa cuando se construyan junto a los generadores de energía y fabricantes/extractores de masa, respectivamente. Sin embargo, al colocar las estructuras muy cerca, se vuelven más vulnerables al daño colateral si se destruye una estructura adyacente. Además, la mayoría de las estructuras de generación de recursos pueden causar reacciones en cadena cuando se destruyen (especialmente las estructuras de Nivel III, que producen grandes cantidades de recursos pero a menudo tienen grandes detonaciones que pueden aniquilar a un ejército cercano).

### Guerra
Supreme Commander utiliza un sistema de "zoom estratégico" que le permite al jugador obtener un acercamiento detallado de una unidad o la vista de todo el mapa, y en ese último punto se asemeja a una versión de pantalla completa del minimapa que indica unidades individuales con iconos. La cámara también tiene un modo de movimiento libre y puede ser anclada para rastrear una unidad seleccionada y hay un modo de pantalla dividida que también admite múltiples monitores. Este sistema permite a Supreme Commander usar vastos mapas de hasta 80 km x 80 km con jugadores que potencialmente controlan mil unidades cada uno.
Las unidades en Supreme Commander están construidas a escala como lo serían en el mundo real. Por ejemplo, los submarinos son más pequeños que los acorazados. Más adelante en el juego, las unidades "experimentales" más grandes, como el "Cybran Monkeylord", una enorme unidad de asalto en forma de araña, pueden aplastar unidades más pequeñas al pisarlas.
Debido a la amplia gama de planetas colonizados por la humanidad en el entorno, los teatros de operaciones van desde el desierto hasta el Ártico, y se emplean todos los espacios de batalla. Las tecnologías emergentes en la guerra moderna se emplean con frecuencia en Supreme Commander. Por ejemplo, se puede usar tecnología de sigilo y sistemas de misiles tácticos y estratégicos y defensa contra misiles.
Supreme Commander introdujo varias innovaciones diseñadas para reducir la cantidad de microgestión inherente en muchos videojuegos de estrategia en tiempo real. Al mantener presionada la tecla Mayús, todas las órdenes dadas a una unidad (o grupo de unidades) se pondrán en cola. De esta manera, se puede ordenar a una unidad atacar varios objetivos en sucesión, o buscar la ruta más rápida a un punto dado en el mapa y luego patrullar hacia una ubicación específica que ataque a cualquier hostil que encuentre a lo largo del camino. Después de que se hayan emitido las órdenes, al mantener presionada la tecla Mayús, todas las órdenes emitidas se mostrarán en el mapa, donde pueden modificarse posteriormente para adaptarse a un cambio de plan. Además, cuando se ordena a una unidad atacar a un objetivo, el jugador puede emitir una orden para realizar un ataque coordinado a otra unidad. Esta orden coordina automáticamente el tiempo de llegada de las unidades al objetivo ajustando la velocidad de las unidades involucradas.
Al igual que en otros videojuegos de estrategia en tiempo real, los transportes aéreos se pueden utilizar para transportar unidades a destinos específicos. En Supreme Commander, aunque mediante órdenes de turno de turno, se puede ordenar a un transporte que contenga varias unidades que suelte unidades específicas en puntos de referencia posteriores. También se puede pedir un transporte aéreo para crear una ruta de ferry, un puente aéreo en el que las unidades terrestres solicitadas al inicio de la ruta del ferry serán transportadas por el transporte aéreo al destino especificado. La salida de una fábrica de producción se puede enrutar a una ruta de ferry que hace que todas las unidades construidas por esa fábrica se transporten automáticamente al destino de la ruta. Se pueden solicitar transportes aéreos adicionales para ayudar a una ruta de ferry existente que permite el transporte eficiente de muchas unidades.
Supreme Commander también es compatible con formaciones de unidades. Se puede ordenar a un grupo seleccionado de unidades que asuma una formación cuya forma puede ser controlada por el jugador. Mantener la tecla control mientras se emite una orden de movimiento provocará que un grupo de unidades se mueva en formación. Las unidades en formación están inteligentemente dispuestas para que las unidades más espaciosas estén en la parte delantera, las unidades a distancia en la parte trasera y las unidades de escudo y de inteligencia espaciadas por igual en todas partes.

## Desarrollo
Chris Taylor creía que la mayoría de los videojuegos de estrategia modernos eran en realidad de tácticas en tiempo real, simplemente porque operaban en una escala demasiado pequeña. Su intención con Supreme Commander era crear un videojuego enfocado en la estrategia en virtud de la escala. Chris Taylor ha declarado que la personalización era uno de sus objetivos para Supreme Commander, y que el videojuego contendría las herramientas del equipo de desarrollo si fuera posible. El último objetivo no se logró. Cabe señalar, sin embargo, que sí pusieron sus herramientas de edición de mapas en los archivos del juego.
Supreme Commander hace un uso extensivo de dos tecnologías relativamente poco utilizadas en videojuegos antes de su lanzamiento, a saber, el procesamiento de múltiples núcleos y monitores múltiples. Al detectar un procesador multinúcleo, el videojuego asigna una tarea específica, como cálculos de la IA, a cada núcleo, dividiendo la carga entre ellos. Supreme Commander es uno de los primeros videojuegos que admite específicamente procesadores de doble y cuádruple núcleo. El videojuego depende en gran medida de la potencia de procesamiento sin procesar de la CPU y es menos dependiente de la potencia de procesamiento de la tarjeta gráfica. Cuando se utiliza una tarjeta gráfica de alta gama, es probable que la CPU se convierta en el cuello de botella principal.
El 6 de febrero de 2007, se lanzó una demo de Supreme Commander. Incluye un tutorial, una parte de la campaña para un jugador y un mapa de escaramuzas para dos jugadores llamado "Finn's Revenge" en el que el jugador puede luchar contra una IA de dificultad fácil, mediana o difícil de Cybran. De las tres facciones, solo la Cybran Nation es jugable en el demo. El 17 de julio de 2007, se anunció que Supreme Commander sería lanzado en Steam. Taylor insinuó un lanzamiento en videoconsolas de séptima generación en "un futuro cercano", llamando a la Xbox 360 "la plataforma de elección".
El videojuego se envió con la versión 3189. La primera actualización, o parche, para Supreme Commander fue la versión 3217. Publicada poco después del lanzamiento del videojuego, esta actualización incluyó ajustes y equilibrios del juego, y una serie de pequeñas correcciones de errores. Se introdujo el soporte para la versión Direct2Drive del videojuego, así como una versión minimalista de la interfaz de usuario. La versión 3220, lanzada el 5 de marzo de 2007, eliminó notablemente la comprobación del disco SecuROM del videojuego. Esto permite al jugador ejecutar el videojuego sin el DVD del juego en la unidad de DVD. Las localizaciones en polaco, ruso y chino fueron excluidas de este cambio. La versión 3223 solo incluía correcciones de errores. Gas Powered Games lo ha llamado un "parche de propósito específico". La actualización 3251 fue una actualización muy esperada, principalmente debido a la plétora de cambios relacionados con el equilibrio entre las facciones jugables. También se introdujo una vista cartográfica del mapa. La versión 3254 resolvió algunos problemas descubiertos poco después de que se lanzara la versión 3251. Fue publicado el 7 de junio de 2007. Dos semanas después de ese parche, la versión 3255 arregló un error de desincronización entre jugadores, uno que podría usarse para engañar al sistema de clasificación (llamado exploit en la jerga de los videojuegos). El 30 de julio de 2007, se lanzó el parche 3260. Incluía 3 unidades nuevas y algunas correcciones de errores y ajustes. El 8 de octubre de 2007, se lanzó el parche 3269, que incluye una nueva unidad para cada facción y ajustes en el videojuego. El 13 de enero de 2008 se publicó la actualización final de Supreme Commander; el parche 3280 agregó soporte amBX para el videojuego.
Después de que el soporte oficial de GPG terminara con el parche 3280 en 2008 y el cierre del servicio GPGnet en 2012 la comunidad del videojuego (llamada Forged Alliance Forever, o FAF, extendiendo el paquete de expansión independiente Forged Alliance) se ha hecho cargo del soporte del videojuego. A partir de octubre de 2011 existe un cliente multijugador creado por la comunidad y un servidor de reemplazo en desarrollo activo y soporte de corrección de errores en el núcleo del videojuego en forma de parches no oficiales.

## Banda sonora
La banda sonora oficial de Supreme Commander se titula Supreme Commander Official Soundtrack. Fue compuesto por Jeremy Soule, quien también compuso la música del predecesor espiritual del videojuego, Total Annihilation. La banda sonora se lanzó a principios de 2007 y está disponible como álbum digital sin DRM en DirectSong. Poco después del lanzamiento de Forged Alliance en noviembre de 2007, se agregaron pistas adicionales de la expansión al álbum y se pusieron a disposición de manera gratuita para los propietarios del lanzamiento inicial de la banda sonora.
Soule utilizó sintetizadores, en lugar de una orquesta tradicional para producir la banda sonora. La música se presenta en Supreme Commander como música dinámica en medio del juego, que va cambiando según los eventos en pantalla.
La banda sonora recibió críticas positivas. Brian McVickar de SoundtrackNet le dio a la banda sonora 3,5 estrellas de 5. Comentó que la música tiene «una saludable dosis de acción» y «una energía y gusto infecciosos». McVickar también notó que los instrumentos sintetizados suenan reales. Oliver Ittensohn de GSoundtracks le dio a la banda sonora 4,5 estrellas de 5, afirmando que «es una música muy buena y un gran logro». Elogió la escritura orquestal «temática, rica y llena de acción» de Soule, así como el impresionante nivel de detalle en la música sintetizada. Ittensohn también remarcó que la música y el poder de sus temas «logran igualar la escala masiva del videojuego». Charles Onyett, de IGN, también comentó que la música es «de primera categoría, y que realmente lleva a casa la noción de un conflicto épico».
| Supreme Commander |                                                   |          |  |
| N.º               | Título                                            | Duración |  |
| 1.                | «Bellum Infinitus» (Theme from Supreme Commander) | 1:23     |  |
| 2.                | «The Final Act Begins» (Opening movie theme)      | 3:01     |  |
| 3.                | «An Old Idea Made New» (UEF theme)                | 2:31     |  |
| 4.                | «United Earth Federation» (UEF theme)             | 3:47     |  |
| 5.                | «Risk, Relief and Victory»                        | 6:24     |  |
| 6.                | «The Cybran Nation» (Cybran theme)                | 2:23     |  |
| 7.                | «Symbiont Legion Rising» (Cybran theme)           | 2:38     |  |
| 8.                | «Dead Grounds»                                    | 2:14     |  |
| 9.                | «Employed Strategy»                               | 2:33     |  |
| 10.               | «The Winds of Change» (Battle theme)              | 2:00     |  |
| 11.               | «One Planet at a Time»                            | 3:08     |  |
| 12.               | «The Aeon Illuminate» (Aeon theme)                | 2:22     |  |
| 13.               | «Followers of The Way» (Aeon theme)               | 2:51     |  |
| 14.               | «Clash of the Champions» (Battle theme)           | 3:23     |  |
| 15.               | «A Cloudy Path»                                   | 2:10     |  |
| 16.               | «Enlightenment»                                   | 2:45     |  |
| 17.               | «Massive Attack» (Battle theme)                   | 5:25     |  |
| 18.               | «The Final Cataclysm» (Battle theme)              | 3:02     |  |
| 19.               | «There Will Be Peace» (Ending movie theme)        | 1:27     |  |
| 20.               | «The Future Battlefield» (E3 2006 Trailer)        | 3:47     |  |
| 21.               | «Build Music» (Bonus Sketch music)                | 1:49     |  |
| 22.               | «Battle Music» (Bonus Sketch music)               | 1:14     |  |
| 23.               | «The Tip of Our Spear» (Bonus Sketch music)       | 2:04     |  |
| 64:09             |                                                   |          |  |

| Supreme Commander: Forged Alliance |                                                                   |          |  |
| N.º                                | Título                                                            | Duración |  |
| 24.                                | «Visitors from the Quantum Realm» (Forged Alliance Opening theme) | 3:23     |  |
| 25.                                | «Colonial Defense Coalition»                                      | 1:09     |  |
| 26.                                | «The Art of War»                                                  | 2:16     |  |
| 27.                                | «Rise of the Seraphim»                                            | 3:13     |  |
| 28.                                | «Revenge is a Dish Best Served Cold»                              | 3:11     |  |
| 29.                                | «Supreme Commander Reprise» (Guitar solo by Jason Evigan)         | 2:06     |  |
| 30.                                | «Brackman's Strategy»                                             | 2:27     |  |
| 31.                                | «Cybran Razors» (Guitar solo by Jason Evigan)                     | 2:05     |  |
| 32.                                | «Aeon Aggressors»                                                 | 2:29     |  |
| 33.                                | «Rhiza's Offensive»                                               | 2:25     |  |
| 34.                                | «Seth-Iavow's Inner Sanctum»                                      | 3:28     |  |
| 35.                                | «An Approaching Darkness»                                         | 2:11     |  |
| 36.                                | «Seraphim Unleashed»                                              | 2:05     |  |
| 37.                                | «The Princess Seals the Deal» (Forged Alliance ending theme)      | 0:57     |  |
| 38.                                | «An Old Friend Returns»                                           | 0:33     |  |
| 39.                                | «Supreme Commander Reprise» (sans guitar)                         | 2:07     |  |
| 40.                                | «Cybran Razors» (sans guitar)                                     | 2:05     |  |
| 38:01                              |                                                                   |          |  |

## Recepción

### Prelanzamiento
Supreme Commander fue muy esperado por los críticos. Los sitios web de videojuegos más importantes escribieron muchos avances: GameSpot escribió dieciocho, IGN escribió ocho, y GameSpy cinco. El mapa de Seton's Clutch se presentó con frecuencia en videos, ya en septiembre de 2005. Uno de los vídeos mostró una batalla entre la UEF y Cybran, mostrando un Monkeylord aniquilando tanques UEF. En el E3, se reveló que Aeon tenía una base al sureste de este mapa, que se utilizó para lanzar misiles nucleares estratégicos en la base de la UEF. El videojuego ganó varios premios importantes antes de su lanzamiento, todos ellos conectados al E3, incluyendo el premio "Best Strategy Game" de GameCritics y el premio "Best Upcoming PC Game" de IGN. Otros premios fueron recibidos de GameSpy, GameSpot, GamesRadar, Voodoo Extreme y 1UP.

### Lanzamiento
Las reseñas de Supreme Commander fueron positivas, con un puntaje de 86/100 en Metacritic.
Dan Stapleton de PC Gamer elogió la versatilidad del zum estratégico y expresó su aversión por el próximo videojuego que no lo incluiría. El modo de doble pantalla fue muy apreciado, el diseño de las misiones fue elogiado y la presencia emocional de la historia también fue reconocida. Sin embargo, algunos puntos fueron mal evaluados debido a la falta general de diversos tipos de unidades y los requisitos del sistema del videojuego. Recibió un premio "PC Gamer Editor's Choice" con un puntaje del 91%.
Alec Meer de Eurogamer elogió las nuevas e innovadoras funciones, como el soporte para monitores múltiples y los elemento a escala. Meer comentó, sin embargo, que Supreme Commander «se siente como un trabajo duro», y que con el énfasis en la escala épica, los detalles se pasan por alto. Aun así, obtuvo una calificación de 9/10.
IGN calificó a Supreme Commander con un puntaje de 9/10, y el crítico Charles Onyett otorgó al juego el premio "Editor's choice". Particularmente se elogió la automatización de las bases y el zum estratégico intuitivo y útil, aunque los altos requisitos de hardware y los problemas de navegación naval resultaron menos atractivos: mientras las unidades navales encontraban su camino al punto de destino designado, sus rutas no siempre eran las más eficientes. IGN UK, sin embargo, fue menos positivo, aunque otoróa una calificación de 8.9/10. Los problemas abordados por su homólogo internacional se consideraron más graves, y el crítico no quedó impresionado por la interfaz, ya que le faltaba control sobre el juego.
Por el contrario, la reseña en la versión australiana de GamePro expresó una opinión negativa sobre el videojuego, otorgando a Supreme Commander una calificación de 5/10. GamePro evaluó a Supreme Commander como un videojuego demasiado ambicioso, con un rendimiento (medido en fotogramas por segundo), incluso en sistemas de gama alta, como un punto negativo importante. Los críticos observaron que el videojuego se ralentizaba gradualmente mientras se jugaba, y que este proceso se aceleró cuando se usaba la vista con la tecla "shift". Esta reseña fue objeto de controversia, lo que resultó en que los dos sitios web de compilación de calificaciones, Metacritic y GameRankings, lo eliminaran de sus sitios web.
El crítico alemán Heiko Klinge le dio a Supreme Commander una puntuación de 82 sobre 100. Especialmente se apreció el tamaño y el alcance del videojuego, mientras que la empinada curva de aprendizaje fue un punto menos positivo para el crítico alemán. En Francia, Jeux PC (literalmente, "PC Games") le dio a Supreme Commander un puntaje de 17 sobre 20. Aunque encontraron que era un buen videojuego en general, el pobre desempeño en los sistemas de gama baja fue criticado. En el sitio web holandés Gamer.nl, los dos críticos otorgaron al videojuego un puntaje de 8 sobre 10. Casi todos los aspectos del videojuego fueron bien recibidos. Sin embargo, la pronunciada curva de aprendizaje y la gran cantidad de esfuerzo requerido para jugar significaron, según los críticos, que Supreme Commander no es un «videojuego que todos puedan jugar».

## Secuelas y expansiones

### Supreme Commander: Forged Alliance
El 6 de noviembre de 2007, THQ lanzó una expansión independiente de Supreme Commander, titulada Supreme Commander: Forged Alliance. Contiene muchas mejoras al motor del videojuego que le permite ejecutarse más rápido y mejorar los gráficos. Además, una nueva facción (los serafines) está disponible. Fue lanzado como un videojuego independiente.

### Supreme Commander: Experimentals
La posibilidad de una segunda expansión se dio a conocer el 20 de noviembre de 2007 en un boletín oficial de Gas Powered Games. Chris Taylor "insinuó" una segunda expansión para Supreme Commander. Esta expansión fue mencionada más adelante en una entrevista por Chris Taylor el 11 de enero de 2008. Chris Taylor señaló que Gas Powered Games había estado "hablando" sobre una segunda expansión, y que esta expansión se llamaría Supreme Commander: Experimentals. Al final, el proyecto fue abandonado.

### Supreme Commander 2
Supreme Commander 2 es el título de la secuela anunciada en noviembre de 2008 y lanzada en marzo de 2010. Fue desarrollada en una asociación entre Gas Powered Games y Square Enix.

### Forged Alliance Forever
Forged Alliance Forever (también conocido como FAF) es un cliente multijugador creado por la comunidad y un servidor de reemplazo (emulador de servidor) para Supreme Commander: Forged Alliance. Proporciona un soporte para modificaciones ampliado y soporte personalizado de mapas, con el núcleo del videojuego mismo experimentando cambios en los gráficos, el equilibrio y la mecánica del juego en forma de parches no oficiales.

## Lectura adicional
- Bogenn, Tim (2007). Supreme Commander Official Strategy Guide. Brady Games. ISBN 0-7440-0895-6.